# Светско првенство у воденим спортовима 2007.
Светско првенство у воденим спортовима 2007. или XII. ФИНА Светско првенство одржано је од 17. марта до 1. априла 2007. у Мелбурну Аустралија. Ово је треће светско првенство у Аустралији. Претходна два су била одржана у Перту 1991. и 1998. 
У саставу првенства налази се, као и до сада 5 самосталних спортова и то:
- Пливање у 50 метарском базену 40 дисциплина (20 у мушкој и 20 у женској конкуренцији) (25. март-1. април)
- Ватерполо у мушкој и женској конкуренцији (19. март-1. април)
- Скокови у воду 10 дисциплина (5 у мушкој и 5 у женској конкуренцији 6 појединачно и 4 у паровима) (19. март-26. март)
- Синхроно пливање,(Уметничко пливање) 7 дисциплина само у женској конкуреницији (17. март-24. март)и
- Даљинско пливање на отвореном 6 дисциплина (5, 10, 25 km у обе конкуренције (18. март-25. март).

Такмичења су се одржавала у Мелбурнском спортском и воденом центру (ватерполо и скокови у воду), плажи Сент Килда (даљинско пливање) и Арени Род Лејвер на базену Сузи О Нил (пливање и уметричко пливање). 
Према броју земаља учесница (173) и броју такмичара (2.195) премашена су сва досадашња светска првенства у воденим спортовима од 1973. до данас. Европа је била заступљена са 49 земаља, Азија 39, Африка 36, Америка 36 и Океанија 13. Највише такмичара (109) имала је Кина, домаћин Олимпијских игара 2008. године, а потом САД (95), Аустралија (93) и Русија (89).

## Земље учеснице
| Азија | Азија | Азија | Азија |
| --- | --- | --- | --- |
| - Бангладеш - Брунеј - Вијетнам - Индија - Индонезија - Иран - Израел - Јапан - Јемен - Јордан                                                        | - Јужна Кореја - Камбоџа - Катар - Кина - Кинески Тајпеј - Киргистан - Кувајт - Лаос - Либан - Макао                                     | - Малезија - Малдиви - Мјанмар - Монголија - Непал - Пакистан - Палестина - Саудијска Арабија - Сингапур - Сирија                 | - Таџикистан - Тајланд - Туркменистан - Хонгконг - УАЕ - Узбекистан - Филипини - Хонгконг - Шри Ланка                                              |
| Америка | | | |
| - Америчка Девичанска Острва - Антигва и Барбуда - Аргентина - Аруба - Бахаме - Барбадос - Бермуди - Боливија - Бразил                                | - Венецуела - Гвајана - Гватемала - Гренада - Доминиканска Република - Еквадор - Салвадор - Јамајка - Канада                             | - Колумбија - Костарика - Куба - Мексико - Никарагва - Панама - Парагвај - Перу - Порторико                                       | - Света Луција - Сент Винсент и Гренадини - САД - Тринидад и Тобаго - Уругвај - Холандски Антили - Хондурас - Чиле                                 |
| Африка | | | |
| - Алжир - Ангола - Бенин - Буркина Фасо - Бурунди - Гана - Египат - Замбија - Зимбабве                                                                | - Јужна Африка - Кенија - Комори - Лесото - Либија - Мадагаскар - Малави - Мароко - Маурицијус                                           | - Мауританија - Мозамбик - Намибија - Нигер - Нигерија - Конго - Обала Слоноваче - Руанда - Свазиленд                             | - Сенегал - Сејшели - Сијера Леоне - Судан - Танзанија - Того - Тунис - Уганда                                                                     |
| Европа | | | |
| - Азербејџан - Албанија - Андора - Аустрија - Белгија - Белорусија - Босна и Херцеговина - Бугарска - Гибралтар - Грузија - Грчка - Данска - Естонија | - Ирска - Исланд - Италија - Јерменија - Казахстан - Кипар - Летонија - Литванија - Луксембург - Мађарска - Република Македонија - Малта | - Молдавија - Немачка - Норвешка - Пољска - Португалија - Румунија - Русија - Сан Марино - Словачка - Словенија - Србија - Турска | - Уједињено Краљевство - Украјина - Фарска Острва - Финска - Француска - Холандија - Хрватска - Црна Гора - Чешка - Швајцарска - Шведска - Шпанија |
| Океанија | | | |
| - Америчка Самоа - Аустралија - Гвам - Кукова острва                                                                                                  | - Микронезија - Маршалска Острва - Нови Зеланд                                                                                           | - Палау - Папуа Нова Гвинеја - Самоа                                                                                              | - Северна Маријанска Острва - Фиџи - Француска Полинезија                                                                                          |

## Биланс медаља
| Место  | Држава               | Злато | Сребро | Бронза | Укупно |
| ------ | -------------------- | ----- | ------ | ------ | ------ |
| 1      | САД                  | 21    | 14     | 5      | 40     |
| 2      | Русија               | 11    | 6      | 7      | 24     |
| 3      | Аустралија           | 9     | 7      | 10     | 26     |
| 4      | Кина                 | 9     | 5      | 2      | 16     |
| 5      | Француска            | 3     | 2      | 2      | 7      |
| 6      | Немачка              | 2     | 5      | 4      | 11     |
| 7      | Јужна Африка         | 2     | 0      | 1      | 3      |
| 8      | Јапан                | 1     | 4      | 8      | 13     |
| 9      | Канада               | 1     | 3      | 1      | 5      |
| 10     | Италија              | 1     | 2      | 5      | 8      |
| 11     | Пољска               | 1     | 2      | 1      | 4      |
| 12     | Шведска              | 1     | 1      | 1      | 3      |
| 13     | Тунис                | 1     | 1      | 0      | 2      |
| 14     | Јужна Кореја         | 1     | 0      | 1      | 2      |
| 14     | Украјина             | 1     | 0      | 1      | 2      |
| 16     | Хрватска             | 1     | 0      | 0      | 1      |
| 17     | Шпанија              | 0     | 4      | 3      | 7      |
| 18     | Холандија            | 0     | 2      | 3      | 5      |
| 18     | Уједињено Краљевство | 0     | 2      | 3      | 5      |
| 20     | Зимбабве             | 0     | 2      | 0      | 2      |
| 21     | Мађарска             | 0     | 1      | 1      | 2      |
| 22     | Белорусија           | 0     | 1      | 0      | 1      |
| 22     | Швајцарска           | 0     | 1      | 0      | 1      |
| 24     | Аустрија             | 0     | 0      | 1      | 1      |
| 24     | Данска               | 0     | 0      | 1      | 1      |
| 24     | Египат               | 0     | 0      | 1      | 1      |
| 24     | Грчка                | 0     | 0      | 1      | 1      |
| 24     | Венецуела            | 0     | 0      | 1      | 1      |
| Укупно | Укупно               | 66    | 65     | 64     | 195    |